# Richmond (Colombie-Britannique)
Pour les articles homonymes, voir Richmond.
Richmond est une cité (city) de la Colombie-Britannique au Canada. Richmond fait partie du district régional du Grand Vancouver (appelé localement Metro Vancouver). 
Elle est par le nombre d'habitants la quatrième cité de Colombie-Britannique et la vingt-cinquième du Canada. 
L'aéroport international de Vancouver s'y trouve.

## Histoire
Les fondateurs de la municipalité comprennent les amérindiens, qui vinrent d'abord sur les îles pour pêcher et collecter des fruits.
La cité tire son nom d'une ferme établie par Hugh McRoberts.

## Géographie
Richmond comprend la plupart des îles du delta du fleuve Fraser, la plus grande et plus peuplée étant Lulu Island. Puisque la cité est au bord du delta d'un fleuve, son terrain est propice à l'agriculture. Celui-ci fut l'un des premiers en Colombie Britannique à être cultivé par les européens à partir du XIXe siècle. Le désavantage de la cité est qu'elle n'est haute que d'un mètre au-dessus du niveau de la mer, ce qui la rend sujette aux inondations. Désormais, les plus grandes îles sont entourées par un système de digues.
Le climat de Richmond est tempéré et il y pleut en moyenne 30 % moins que dans la cité voisine de Vancouver, du fait de son éloignement des montagnes par rapport à cette dernière.
Les municipalités voisines sont : Vancouver et Burnaby au nord, New Westminster à l'est, Delta au sud et le détroit de Géorgie à l'ouest.
|  |

### Climat
| Mois                                  | jan.      | fév.      | mars    | avril     | mai       | juin    | jui.    | août      | sep.    | oct.    | nov.       | déc.       | année            |
| ------------------------------------- | --------- | --------- | ------- | --------- | --------- | ------- | ------- | --------- | ------- | ------- | ---------- | ---------- | ---------------- |
| Température minimale moyenne (°C)     | 0,9       | 0,8       | 2,7     | 4,8       | 8         | 10,8    | 12,6    | 12,5      | 9,6     | 6,2     | 2,8        | 0,4        | 6                |
| Température moyenne (°C)              | 4         | 4,9       | 7,3     | 10        | 13,3      | 16,1    | 18,3    | 18,2      | 15      | 10,3    | 6          | 3,4        | 10,6             |
| Température maximale moyenne (°C)     | 7         | 8,9       | 11,9    | 15,1      | 18,6      | 21,3    | 23,9    | 24        | 20,3    | 14,3    | 9,1        | 6,3        | 15,1             |
| Record de froid (°C) date du record   | −15 1980  | −14 1989  | −7 1989 | −2 1979   | 0 1978    | 0 1977  | 4 1979  | 4 1985    | 1 1983  | −6 1984 | −15,5 1985 | −16,5 1978 | −16,5 30/12/1978 |
| Record de chaleur (°C) date du record | 16,5 1981 | 19,5 1986 | 24 2004 | 28,5 1987 | 34,5 1983 | 37 1987 | 37 2015 | 33,5 2018 | 35 2017 | 26 1980 | 18,5 1980  | 14 1980    | 37 27/6/2021     |
| Précipitations (mm)                   | 178,6     | 114,9     | 112,2   | 95,4      | 71,9      | 62,2    | 37,2    | 40,1      | 56,8    | 127,2   | 199,3      | 166,7      | 1 262,4          |
| dont neige (cm)                       | 11,3      | 7         | 2,3     | 0,2       | 0         | 0       | 0       | 0         | 0       | 0,3     | 2,5        | 11         | 34,6             |
| Nombre de jours avec précipitations   | 20,9      | 16,1      | 19,4    | 16,6      | 14,7      | 12,6    | 7,9     | 7,2       | 9,1     | 17,2    | 21,9       | 20,3       | 183,8            |
| Nombre de jours avec neige            | 2         | 1,3       | 0,77    | 0,04      | 0         | 0       | 0       | 0         | 0       | 0,08    | 0,64       | 2,2        | 7,1              |

| Diagramme climatique                                  |             |              |             |           |              |              |            |             |              |             |             |
| J                                                     | F           | M            | A           | M         | J            | J            | A          | S           | O            | N           | D           |
| 70,9178,6                                             | 8,90,8114,9 | 11,92,7112,2 | 15,14,895,4 | 18,6871,9 | 21,310,862,2 | 23,912,637,2 | 2412,540,1 | 20,39,656,8 | 14,36,2127,2 | 9,12,8199,3 | 6,30,4166,7 |
| Moyennes : • Temp. maxi et mini °C • Précipitation mm |             |              |             |           |              |              |            |             |              |             |             |

## Démographie
La population immigrante de Richmond atteint les 60 % de la population totale, le pourcentage le plus élevé du Canada.
Selon Statistique Canada, les résidents de Richmond sont ceux ayant l'espérance de vie la plus longue du Canada, avec 83,4 ans.
| Recensement de 2016                           | Recensement de 2016                           | Population | % de la population totale |
| --------------------------------------------- | --------------------------------------------- | ---------- | ------------------------- |
| Minorités visibles                            | Chinois                                       | 104 185    | 53,0 %                    |
| Minorités visibles                            | Asie du Sud                                   | 14 360     | 7,3 %                     |
| Minorités visibles                            | Philippins                                    | 13 575     | 6,9 %                     |
| Minorités visibles                            | Japonais                                      | 3 940      | 2,0 %                     |
| Minorités visibles                            | Asie du Sud-Est                               | 1 955      | 1,0 %                     |
| Minorités visibles                            | Autre minorité visible                        | 13 955     | 6,1 %                     |
| Total de la population des minorités visibles | Total de la population des minorités visibles | 150 015    | 76,3                      |
| Autochtones                                   | Premières Nations                             | 920        | 0,5 %                     |
| Autochtones                                   | Métis                                         | 615        | 0,3 %                     |
| Total population autochtone                   | Total population autochtone                   | 1 600      | 0,8 %                     |
| Canadiens européens                           | Canadiens européens                           | 46 694     | 22,9                      |
| Total population                              | Total population                              | 198 309    | 100 %                     |

| 2001    | 2006    | 2011    | 2016    |
| ------- | ------- | ------- | ------- |
| 164 345 | 174 461 | 190 473 | 198 309 |

## Politique
Comme Vancouver, mais contrairement à la majorité des cités en Colombie-Britannique, le système politique de Richmond est basé sur des partis politiques. Toutefois, cette organisation est fragile, et les partis changent fréquemment de noms entre les élections.
Concernant la politique provinciale, Richmond est un bastion du Parti libéral de la Colombie-Britannique.

## Jumelages
- Pierrefonds (Canada) depuis 1968
- Wakayama (Japon) depuis 1973